# Список объектов всемирного наследия ЮНЕСКО в Монголии
В списке Всеми́рного насле́дия ЮНЕ́СКО в Монго́лии значится 6 наименований (на 2023 год), это составляет 0,3 % от общего числа (1248 на 2025 год). 4 объекта включены в список по культурным критериям и 2 объекта — по природным критериям. Кроме этого, по состоянию на 2023 год, 11 объектов на территории Монголии находятся в числе кандидатов на включение в список всемирного наследия. Монголия ратифицировала Конвенцию об охране всемирного культурного и природного наследия 2 февраля 1990 года. Первый объект, находящийся на территории Монголии был занесён в список в 2003 году на 27-й сессии Комитета всемирного наследия ЮНЕСКО.

## Список
В данной таблице объекты расположены в порядке их добавления в список всемирного наследия ЮНЕСКО.
| # | Изображение | Название                                                                                       | Местоположение                                             | Время создания                    | Год внесения в список | №    | Критерии    |
| - | ----------- | ---------------------------------------------------------------------------------------------- | ---------------------------------------------------------- | --------------------------------- | --------------------- | ---- | ----------- |
| 1 |             | Убсунурская котловина (монг. Увс нуурын сав)                                                   | Ближайший город: Улангом Аймак: Увс (Совместно с Россией ) | —                                 | 2003                  | 769  | ix, x       |
| 2 |             | Культурный ландшафт долины реки Орхон (монг. Орхоны хөндийн соёлын дурсгал)                    | Ближайший город: Хархорин Аймак: Уверхангай                | VI—XIV века                       | 2004                  | 1081 | ii, iii, iv |
| 3 |             | Комплекс петроглифов в Монгольском Алтае (монг. Монгол алтайн нурууны хадны зургийн цогцолбор) | Ближайший город: Улгий Аймак: Баян-Улгий                   | XII тысячелетие до н. э.—VIII век | 2011                  | 1382 | iii         |
| 4 |             | Великая гора Бурхан-Халдун и окружающий её священный ландшафт                                  | Аймак: Хэнтий                                              | —                                 | 2015                  | 1440 | iv, vi      |
| 5 |             | Ландшафты Даурии                                                                               | Аймак: Дорнод (Совместно с Россией )                       | —                                 | 2017                  | 1448 | ix, x       |
| 6 |             | Оленные камни и связанные памятники бронзового века                                            | Аймаки: Архангай, Хувсгел                                  | Бронзовый век                     | 2023                  | 1621 | i, iii      |

## Предварительный список
В таблице объекты расположены в порядке их добавления в предварительный список. В данном списке указаны объекты, предложенные правительством Монголии в качестве кандидатов на занесение в список всемирного наследия.
| #  | Изображение | Название | Местоположение                                                      | Время создания                  | Год внесения в список | №    | Критерии       |
| -- | ----------- | --- | ------------------------------------------------------------------- | ------------------------------- | --------------------- | ---- | -------------- |
| 1  |             | Пустынные ландшафты Великой Гоби | Аймаки: Ховд, Говь-Алтай, Баянхонгор, Умнеговь, Дорноговь           | —                               | 2014                  | 5943 | viii, ix, x    |
| 2  |             | Места находок окаменелых останков динозавров мелового периода в пустыне Гоби                                                              | Аймаки: Баянхонгор, Умнеговь, Дорноговь                             | —                               | 2014                  | 5944 | vii, viii      |
| 3  |             | Степи Восточной Монголии | Аймаки: Дорнод, Сухэ-Батор                                          | —                               | 2014                  | 5946 | ix, x          |
| 4  |             | Монастырь Амарбаясгалант и окружающий его культурный ландшафт                                                                             | Ближайшее поселение: Сухэ-Батор Аймак: Сэлэнгэ                      | XVIII век                       | 2014                  | 5947 | ii, iii        |
| 5  |             | Монастырь Балдан Бэрээвэн и его окружение                                                                                                 | Аймак: Хэнтий                                                       | XIX век                         | 2014                  | 5949 | ii, iii, v     |
| 6  |             | Священная гора Биндэр и связанные с ней памятники культурного наследия                                                                    | Аймак: Хэнтий                                                       | —                               | 2014                  | 5950 | ii, iii, v     |
| 7  |             | Места захоронений хуннской элиты | Аймаки: Туве, Архангай, Хэнтий, Ховд                                |                                 | 2014                  | 5951 | ii, iii        |
| 8  |             | Археологический памятник Худу Арал и окружающий культурный ландшафт                                                                       | Аймак Хэнтий                                                        | От каменного века до XVIII века | 2014                  | 5952 | iii, iv, vi    |
| 9  |             | Петроглифические комплексы в пустыне Гоби                                                                                                 | Аймаки: Баянхонгор, Умнеговь, Дундговь                              | 3000 лет до н. э. — VIII век    | 2014                  | 5954 | iii            |
| 10 |             | Горы Монгольского Алтая | Аймак: Баян-Улгий                                                   | —                               | 2014                  | 5955 | ii, iii, iv, x |
| 11 |             | Священные горы Монголии (монг. Богд хан уул/Отгонтэнгэр) *Богд-Хан-Уул *Отгон-Тэнгэр *Ээж-Хайрхан *Хан Баянзурх *Дарь-Овоо *Сутай-Хайрхан | Аймаки: Завхан, Говь-Алтай, Дорноговь, Баянхонгор, Сухэ-Батор, Ховд | —                               | 2015                  | 6068 | iii            |